# Beça (Cantal)
Beça (en francès Besse) és un municipi francès situat al departament de Cantal i a la regió d'Alvèrnia-Roine-Alps. L'any 2007 tenia 134 habitants.

## Demografia

### Població
El 2007 la població de fet de Besse era de 134 persones. Hi havia 53 famílies de les quals 16 eren unipersonals (8 homes vivint sols i 8 dones vivint soles), 17 parelles sense fills, 8 parelles amb fills i 12 famílies monoparentals amb fills.
La població ha evolucionat segons el següent gràfic:
Habitants censats

### Habitatges
El 2007 hi havia 91 habitatges, 61 eren l'habitatge principal de la família, 28 eren segones residències i 2 estaven desocupats. 89 eren cases i 2 eren apartaments. Dels 61 habitatges principals, 51 estaven ocupats pels seus propietaris i 10 estaven llogats i ocupats pels llogaters; 3 tenien dues cambres, 15 en tenien tres, 17 en tenien quatre i 27 en tenien cinc o més. 34 habitatges disposaven pel capbaix d'una plaça de pàrquing. A 27 habitatges hi havia un automòbil i a 24 n'hi havia dos o més.

### Piràmide de població
La piràmide de població per edats i sexe el 2009 era:
| Homes | Edats   | Dones |
| ----- | ------- | ----- |
| 0     | 95 o +  | 0     |
| 0     | 90 a 94 | 4     |
| 0     | 85 a 89 | 0     |
| 0     | 80 a 84 | 0     |
| 0     | 75 a 79 | 0     |
| 4     | 70 a 74 | 4     |
| 4     | 65 a 69 | 8     |
| 8     | 60 a 64 | 8     |
| 4     | 55 a 59 | 8     |
| 4     | 50 a 54 | 4     |
| 0     | 45 a 49 | 8     |
| 8     | 40 a 44 | 8     |
| 4     | 35 a 39 | 0     |
| 12    | 30 a 34 | 12    |
| 8     | 25 a 29 | 0     |
| 4     | 20 a 24 | 8     |
| 4     | 15 a 19 | 4     |
| 4     | 10 a 14 | 4     |
| 0     | 5 a 9   | 0     |
| 0     | 0 a 4   | 0     |

## Economia
El 2007 la població en edat de treballar era de 76 persones, 46 eren actives i 30 eren inactives. De les 46 persones actives 42 estaven ocupades (25 homes i 17 dones) i 4 estaven aturades (3 homes i 1 dona). De les 30 persones inactives 20 estaven jubilades i 10 estaven classificades com a «altres inactius».

### Ingressos
El 2009 a Besse hi havia 61 unitats fiscals que integraven 125 persones, la mediana anual d'ingressos fiscals per persona era de 12.587 €.

### Activitats econòmiques
Dels 4 establiments que hi havia el 2007, 2 eren d'empreses de construcció, 1 d'una empresa de comerç i reparació d'automòbils i 1 d'una empresa de serveis.
Dels 2 establiments de servei als particulars que hi havia el 2009, 1 era un paleta i 1 fusteria.
L'únic establiment comercial que hi havia el 2009 era una botiga de menys de 120 m².
L'any 2000 a Besse hi havia 8 explotacions agrícoles.

## Poblacions més properes
El següent diagrama mostra les poblacions més properes.